# 사카구치 켄타로
사카구치 켄타로(坂口 健太郎, 1991년 7월 11일 ~ )는 일본의 배우, 패션 모델이다. 도쿄도 출신. 트라이스톤 엔터테인먼트 소속. 신장은 184cm, 혈액형은 O형이다.

## 약력
2010년 19세 때 스스로 응모한 제25회 〈맨즈 논노(MEN’S NON-NO) 모델 오디션〉에 합격을 계기로 모델 활동을 시작했다.
2014년 영화 《샨티 데이즈 365일, 행복한 호흡》으로 배우 데뷔. 같은 해 맨즈 논노 6월호에서 전속 모델로서 20년 만에 단독 표지를 장식한다.
2015년 10월 TBS 금요 드라마 《코우노도리》로 연속 드라마 첫 출연. 11 월 11일 첫 스타일 & 포토 북 〈비탈길〉을 발매했다.
2017년 영화 《64 전편·후편》으로 제40회 일본 아카데미상 신인 배우상을 수상. 또한 같은 해 2월 2일, 제41회 엘란도르상 신인상을 수상했다. 맨즈 논노 2월·3월호에서 잡지 모델 사상 처음으로 2호 연속 표지를 장식한다. 2017년 6월 9일 발매된 맨즈 논노 7월호에서 7년간 활동해 온 전속 모델을 졸업하는 것이 발표되었다.
2018년 3월 16일 자신 최초의 퍼스트 사진집 〈25.6〉가 발매되었다. 동년 4월에는 후지 TV 계열 《시그널 장기 미제 사건 수사반》으로 연속 드라마 첫 주연을 완수한다.

## 인물·기호·에피소드
- 가족 구성은 아버지, 어머니, 누나가 있다.

- 고교 시절에는 배구부에 소속해 선수로 활약했다.[10]

- 취미는 독서로, 〈맨즈 논노〉 전속 모델로 활동할 당시에 북 가이드를 선택한 적도 있다.

- 어머니의 영향으로 좋아하는 작가는 키타카타 켄조와 시바 료타로 등의 역사 소설가이다. 그 외는 무라카미 류나 온다 리쿠, 호무라 히로시도 좋아한다.

- 야아모리 미카의 만화 〈한낮의 유성〉에 등장하는 캐릭터인 마무라 다이키의 실제 모델이다.[11]

- 한국의 배우 서강준과 비슷한 외모라고 한일 양국에 알려져있다. 서강준은 TV 프로그램에서 이 점을 언급하면서, “만나보고 싶다”는 취지의 메시지를 보낸 바 있다.[12][13]
- 공룡 중에 안킬로사우르스를 제일 좋아한다.

## 출연 작품
역할의 굵은 표시는 주연 작품

### 영화
| 개봉일자                | 제목                                  | 역할            | 배급사                           | 비고   |
| ----------------------- | ------------------------------------- | --------------- | -------------------------------- | ------ |
| 2014년 10월 25일        | 샨티 데이즈 365일, 행복한 호흡        | 슌              | 수르키토스                       | 데뷔작 |
| 2015년 2월 14일         | 남자의 일생                           | 노부오          | 쇼게이트                         |        |
| 2015년 6월 6일          | 예고범                                | 이치카와 마나부 | 도호                             |        |
| 2015년 6월 13일         | 바닷마을 다이어리                     | 후지이 토모아키 | 도호 / 가가                      | [ 14 ] |
| 2015년 8월 22일         | at Home 앳홈                          | 모리야마 준     | 팬텀 필름                        |        |
| 2015년 9월 19일         | 히로인 실격                           | 히로미츠 코스케 | 워너 브라더스 영화               | [ 15 ] |
| 2015년 10월 31일        | 내 이야기                             | 스나카와 마코토 | 도호                             |        |
| 2016년 1월 30일         | 잔예 -살아서는 안되는 방-             | 미사와 테츠오   | 쇼치쿠                           |        |
| 2016년 5월 7일·6월 11일 | 64 전편·후편                          | 테시마          | 도호                             | [ 16 ] |
| 2016년 6월 4일          | 코다이가 사람들                       | 키시모토 코헤이 | 도호                             |        |
| 2016년 11월 11일        | 오케 노인!                            | 사카시타        | 팬텀 필름                        |        |
| 2017년 2월 4일          | 너와 100번째 사랑                     | 하세가와 리쿠   | 아스믹 에이스                    | [ 17 ] |
| 2017년 10월 7일         | 나라타주                              | 오노 레이지     | 도호 / 아스믹 에이스             | [ 18 ] |
| 2018년 2월 10일         | 오늘 밤, 로맨스 극장에서              | 마키노 켄지     | 워너 브라더스 영화               |        |
| 2018년 11월 16일        | 인어가 잠든 집                        | 호시노 유야     | 쇼치쿠                           |        |
| 2019년 6월 21일         | 극장판 빛의 아버지: 파이널 판타지 XIV | 이와모토 아키오 | 가가                             |        |
| 2019년 9월 27일         | 극장판 그리고, 살다                   | 시미즈 키요타카 | WOWOW                            | [ 19 ] |
| 2020년 3월 6일          | 가면 병동                             | 하야미 슈고     | 워너 브라더스 영화               | [ 20 ] |
| 2021년 4월 2일          | 극장판 시그널                         | 사에구사 켄토   | 도호                             | [ 21 ] |
| 2022년 3월 4일          | 남은 인생 10년                        | 마나베 카즈토   | 워너 브라더스 영화               | [ 22 ] |
| 2022년 9월 16일         | 헬 독스                               | 무로오카 히데키 | 도에이, 소니 픽처스 엔터테인먼트 |        |
| 2023년 4월 14일         | 사이드 바이 사이드 옆에 있는 사람     | 미야마          | 해피넷 팬텀 스튜디오             |        |
| 2024년 2월 29일         | 퍼레이드                              | 아키라          | 넷플릭스                         |        |

### 텔레비전 드라마
| 방송일자                                      | 제목                                            | 역할                   | 방송사            | 비고          |
| --------------------------------------------- | ----------------------------------------------- | ---------------------- | ----------------- | ------------- |
| 2015년 8월 22일                               | 24시간 TV 스페셜 드라마 〈엄마, 나는 괜찮아〉   | 쿠로키 토오루          | NTV               |               |
| 2015년 10월 16일 ~ 12월 18일                  | 코우노도리 제 1시리즈                           | 시라카와 료            | TBS               |               |
| 2016년 1월 18일 ~ 3월 21일                    | 언젠가 이 사랑을 떠올리면 분명 울어버릴 것 같아 | 나카죠 하루타          | 후지 TV           |               |
| 2016년 4월 12일 ~ 6월 14일                    | 중쇄를 찍자!                                    | 코이즈미 준            | TBS               | [ 23 ]        |
| 2016년 4월 26일 - 6월 11일·8월 17일 ~ 9월 8일 | 연속 TV 소설 〈아빠 언니〉                      | 호시노 타케조          | NHK 종합          | [ 24 ]        |
| 2016년 9월 21일·22일                          | 미야베 미유키 서스펜스 〈모방범〉               | 아미카와 코이치 (피스) | TV 도쿄           |               |
| 2016년 9월 23일                               | 금요 SHOW! 특별 드라마 기획 〈갓파 선생님!〉    | 사에키 타카시          | NTV               | [ 25 ]        |
| 2017년 1월 18일 ~ 3월 22일                    | 도쿄 타라레바 아가씨                            | KEY (카기타니 하루키)  | NTV               |               |
| 2017년 7월 9일 ~ 9월 17일                     | 미안하다, 사랑한다                              | 히나타 사토루          | TBS               |               |
| 2017년 10월 13일 ~ 12월 22일                  | 코우노도리 제 2시리즈                           | 시라카와 료            | TBS               |               |
| 2018년 4월 10일 ~ 6월 12일                    | 시그널 장기 미제 사건 수사반                    | 사에구사 켄토          | 칸사이 TV·후지 TV | [ 9 ]         |
| 2018년 11월 10일                              | 기묘한 이야기 '18 가을 특별편 〈탈출 불가〉     | 시쿠라 신지            | 후지 TV           |               |
| 2019년 1월 19일 ~ 3월 23일                    | 이노센스 원죄변호사                             | 쿠로카와 타쿠          | NTV               |               |
| 2019년 8월 4일 ~ 9월 8일                      | 그리고, 살다                                    | 시미즈 키요타카        | WOWOW             |               |
| 2020년 4월 10일                               | 코우노도리 걸작선                               | 시라카와 료            | TBS               |               |
| 2020년 10월 7일                               | 도쿄 타라레바 아가씨 2020                       | KEY (카기타니 하루키)  | NTV               |               |
| 2020년 10월 10일 ~ 12월 12일                  | 35살의 소녀                                     | 히로세 유토            | NTV               | [ 26 ]        |
| 2021년 3월 20일                               | 에어걸                                          | 미시마 유키            | TV 아사히         | [ 27 ]        |
| 2021년 3월 30일                               | 시그널 장기 미제 사건 수사반 스페셜             | 사에구사 켄토          | 칸사이 TV·후지 TV | [ 28 ]        |
| 2021년 5월 17일 ~ 10월 29일                   | 연속 TV 소설 〈어서와 모네〉                    | 스가나미 코타로        | NHK 종합          | [ 29 ] [ 30 ] |
| 2021년 10월 19일 ~ 12월 21일                  | 혼인 신고서에 도장을 찍었을 뿐인데              | 모모세 슈우            | TBS               | [ 31 ] [ 32 ] |
| 2022년 3월 4일 ~ 4월 15일                     | WOWOW 오리지널 드라마 〈힐〉 Season1            | 카라                   | WOWOW 프라임      |               |
| 2022년 4월 15일 ~ 5월 20일                    | WOWOW 오리지널 드라마 〈힐〉 Season2            | 카라                   | WOWOW 프라임      |               |
| 2022년 6월 12일 ~ 12월 18일                   | 대하드라마 〈가마쿠라도노의 13인〉              | 호조 야스토키          | NHK 종합          |               |
| 2022년 7월 11일 ~ 9월 19일                    | 경쟁의 파수꾼                                   | 코쇼부 츠토무          | 후지 TV           |               |
| 2023년 4월 22일 ~ 6월 24일                    | Dr.초콜릿                                       | 노다 테츠야 (Teacher)  | NTV               |               |
| 2023년 7월 2일 ~ 9월 3일                      | CODE -소원의 대가-                              | 니노미야 미나토        | 요미우리 TV·NTV   |               |
| 2026년                                        | 대장금                                          | 민정호                 | WOWOW·MBC         |               |

### WEB·전달 드라마
- 사랑 후에 오는 것들 (2024년 9월 27일, 쿠팡플레이) - 아오키 준고 역[주 10]
- 이별, 그 뒤에도 (2024년 11월 14일, 넷플릭스) - 스가와라 마사코 역[주 11]

### 무대
| 공연일자                    | 제목                               | 역할       | 공연장소                                                             | 비고   |
| --------------------------- | ---------------------------------- | ---------- | -------------------------------------------------------------------- | ------ |
| 2016년 10월 29일 ~ 12월 4일 | 갈매기                             | 트레플로프 | 도쿄 예술 극장 극장 外                                               | [ 33 ] |
| 2019년 7월 30일 ~ 9월 15일  | 마음에 드시는대로 -As You Like It- | 올랜도     | 도쿄 예술 극장 극장 / 도요하시 / 니가타 / 효고 / 쿠마모토 / 키타큐슈 | [ 34 ] |

### 극장판 애니메이션
| 개봉일자        | 제목                                               | 역할        | 배급사 | 비고                                   |
| --------------- | -------------------------------------------------- | ----------- | ------ | -------------------------------------- |
| 2018년 8월 24일 | 작은 영웅 -게와 계란과 투명인간- 〈사무라이 계란〉 | 아빠 / 의사 | 도호   | 극장판 애니메이션 / 15분 옴니버스 단편 |
| 2019년 8월 2일  | 드래곤 퀘스트 유어 스토리                          | 헨리        | 도호   | 극장판 애니메이션                      |

### 게임
- 레이튼 미스터리 저니: 일곱 대부호의 음모 (2017년 7월 20일 발매, LEVEL-5) - 노아 몬토루 역 (목소리 출연)[36]
- 요괴 워치 월드 (2018년 6월 27일 전달, LEVEL-5) - PV 출연

### 음악 방송
- 제72회 NHK 홍백가합전 (2021년 12월 31일, NHK 종합) - 게스트 심사위원

### 라디오
- 사카구치 켄타로의 올 나이트 닛폰 GOLD (2018년 3월 16일, 닛폰 방송)

### PV
- miwa 〈밤하늘. (夜空。) feat.하지→(ハジ→)〉(2015년)[37]
- The STROBOSCORP 〈아이오쿠리 (アイオクリ)〉(2017년)[주 13][주 14][38]

### 광고(CM)
- 아다스토리아 〈niko and...〉 (2014년 3월, 2017년 3월)
- 슈에이샤 오렌지 분코 (2015년 1월) - 아리무라 카스미와 공동 출연
- 다이이치 산쿄 헬스케어 〈미논 전신 샴푸〉 - 사카타 료스케 역 (2015년 2월 ~ 2020년)
- 톤 모바일 〈TONE〉 (2016년 2월 ~ 2017년)
- 산토리 음료 〈오랑지나〉 (2016년 6월 ~ 2017년)
- 노무라 증권 〈꿈에 힘을. 힘으로 꿈을.〉(2016년 5월 ~ 2019년)
- 부르봉 〈알 포트〉 (2016년 9월 ~ 2020년)
- 퍼슬 캐리어 〈DODA 각각의 전직 #001 사카구치 켄타로〉편 (2017년 7월 ~ 2018년)
- 닛폰햄 〈중화명채〉
  - 〈탕수육〉편 / 〈팔보채〉편 (2017년 9월 ~ 2019년)
- 아사히 맥주 〈클리어 아사히 클리어 세븐〉(2018년 7월)
- 겅호 온라인 엔터테인먼트 〈요괴 워치 월드〉 (2018년 7월)
- 스즈키 자동차 〈알토 라판 모드〉 (2018년 12월 ~ )
- 스퀘어 에닉스 〈파이널 판타지?? ONLINE (PS4)〉 (2019년 4월)
- 유니클로 〈울트라 스트레칭 스키니 맞는 컬러 청바지〉, 〈울트라 라이트 다운〉 (2020년 9월 ~ )
- 앳홈 〈월리가 찾는다!〉 (2021년 10월 ~ )
- 에스비 푸드
  - 혼비키카레 (2022년 4월 ~ 2023년 1월)
  - 빨간 캔 카레 파우더루우 (2023년 2월 ~ ) - 니시지마 히데토시, 요시다 요와 공동 출연
- 기린 맥주 〈기린 그린즈 프리〉 (2022년 4월 ~ ) - 칸노 미호와 공동 출연
- 라이온 〈소프란 Airis〉 (2023년 4월 ~ 2024년 3월) - 고마츠 나나와 공동 출연
- 닌텐도 〈젤다의 전설 티어즈 오브 더 킹덤〉 (2023년 5월)
- 마녀공장 (2023년 9월 ~ 2024년 8월)
- 신킨츄오킨코 (2024년 4월 ~ )
- 한국 유니클로 F/W 캠페인 (2024년 11월 ~ )

## 음악 작품

### CD
참가 작품
- 영화 《너와 100번째 사랑》 오리지널 사운드 트랙 (2017년 1월 25일)[주 13][39]
  - 〈아이오쿠리 (アイオクリ)〉, 〈단순한 감정 (単純な感情)〉 (삽입곡)

## 저서

### 무크
- 비탈길 (2015년 11월 11일, 슈에이샤)

### 사진집
- 퍼스트 사진집 〈25.6〉 (2018년 3월 16일, 슈에이샤)

### 커버 모델
- 슈에이샤 핑키 분코 - 책 커버 모델
- miyu 〈사랑의 노래. ~오레사마 텐시와 나의 청춘 glee!~〉
- miyu 〈사랑의 노래. ~오레사마 텐시와 문화제 glee!~〉
- 슈에이샤 오렌지 분코 (2015년 1월 20일 ~ ) - 이미지 모델
- 슈에이샤 오렌지 분코 - 책 커버 모델
- 히즈키 유 〈서점 남자와 고양이 주인의 한가로운 오후〉
- 히즈키 유 〈서점 남자와 고양이 주인의 평온한 여가〉
- L' air de Savon - 이미지 모델 (2015년 2월 26일 ~ )[40]

## 수상 경력
| 연도   | 시상식                             | 부문                           | 작품                         | 출처   |
| ------ | ---------------------------------- | ------------------------------ | ---------------------------- | ------ |
| 2015년 | 제11회 오사카 시네마 페스티벌      | 신인 남자배우상                | 내 이야기, 히로인 실격       | [ 41 ] |
| 2016년 | 제40회 일본 아카데미상             | 신인 배우상                    | 64 전편·후편                 | [ 42 ] |
| 2016년 | 제41회 엘란도르상                  | 신인상                         | 빈칸                         | [ 43 ] |
| 2017년 | 엘르 시네마 대상 2017              | 남자배우상                     | 빈칸                         | [ 44 ] |
| 2021년 | 서울 드라마 어워즈 2021            | 아시아 스타상                  | 시그널 장기 미제 사건 수사반 |        |
| 2023년 | 제8회 아시아 아티스트 어워즈       | 아시아 셀러브리티상            | 빈칸                         |        |
| 2023년 | 제8회 아시아 아티스트 어워즈       | 배우 부문 베스트 아티스트상    | 빈칸                         |        |
| 2024   | 아시아 아티스트 어워즈             | 배우 부문 베스트 아티스트상    | 사랑 후에 오는 것들          |        |
| 2024   | 아시아 아티스트 어워즈             | 아시아 스타상                  | 사랑 후에 오는 것들          |        |
| 2025   | 2025 아시아 스타 엔터테이너 어워즈 | 팬 초이스 커플상 (with 이세영) | 사랑 후에 오는 것들          |        |

### 내용주
1. ↑  개봉일 기준은 일본에서의 개봉일이다.
2. ↑  제68회 칸 영화제 경쟁부문에 공식 출품
3. ↑  2편이 한 달 간격으로 연속 개봉되었다.
4. ↑  miwa와 공동 주연
5. ↑  아야세 하루카와 공동 주연
6. ↑  요시다 코타로와 공동 주연
7. 1 2  아리무라 카스미와 공동 주연
8. ↑  코마츠 나나와 공동 주연
9. ↑  안와 공동 주연
10. ↑  이세영과 공동 주연
11. ↑  사카구치 켄타로와 공동 주연
12. ↑  개봉일 기준은 일본에서의 개봉일이다.
13. 1 2  영화 《너와 100번째 사랑》  극 중 밴드 ‘The STROBOSCORP’의 하세가와 리쿠 역으로 출연. 기타 연주와 노래를 선보였다.
14. ↑  영화 《너와 100번째 사랑》  오리지널 사운드 트랙 초회 한정반 DVD에 수록.

### 참조주
1. ↑  사카구치 켄타로 인터뷰 - 「MEN’S NON-NO」 전속 모델인 사카구치 켄타로가 배우 데뷔! 생애 첫 연극이 영화 「샨티 데이즈 365일, 행복한 호흡」에 대해 묻는다. - 플러스 액트 (2014년 10월 6일)
2. ↑  「MEN’S NON-NO」로 이례적인 시도 타나베 세이이치 이후 20년 만의 쾌거 보관됨 2015-12-22 - 웨이백 머신 - 모델프레스 (2014년 5월 9일)
3. ↑  “사카구치 켄타로, 첫 스타일 & 포토 북 「비탈길」발매”. Fashionsnap.com. 2015년 11월 7일. 2015년 12월 8일에 원본 문서에서 보존된 문서. 2015년 12월 3일에 확인함.
4. ↑  “제40회 일본 아카데미상 우수상 최다 수상은 「분노」, 「신 고질라」, 「64」가 계속”. 《영화나탈리》. 2017년 1월 16일. 2017년 1월 17일에 확인함.
5. ↑  엘란도르상을 사카구치 켄타로, 타카하타 미츠키, 하루가 수상 (NEWS 포스트 세븐) 보관됨 2017-02-11 - 웨이백 머신
6. ↑  사카구치 켄타로가 헤어 & 패션 대특집호의 표지에! - Men 's Non-no WEB 보관됨 2018-05-06 - 웨이백 머신 - Men's Non-no WEB
7. ↑  “사카구치 켄타로 전설”이 대단해!  「MEN’S NON-NO」 전속 모델 졸업에 <7년 간의 활약 정리>
8. ↑  사카구치 켄타로 사진집 「25.6」특설 페이지
9. 1 2  “사카구치 켄타로, 드라마 첫 주연으로 경찰에! 과거와 현재가 교차...미해결 사건에 도전한다”. 《시네마투데이》. 2018년 2월 20일. 2018년 2월 20일에 확인함.
10. ↑  “소금얼굴 남자”로 인기 사카구치 켄타로 고등학교 배구부 시대의 비화 이야기 - 스포니치 2015년 10월 16일에 확인.
11. ↑  평생 소녀 만화 선언 ~제7회 아야모리 미카 인터뷰 - 코믹나탈리
12. ↑  서강준에 직격! 사카구치 켄타로와 아야세 하루카를 닮은 것으로 알고 봤더니… 한국피아, 2016년 7월 21일에 확인.
13. ↑  배우·서강준, 비슷하다고 말하는 사카구치 켄타로에 영상 메시지 「보고싶다」 보관됨 2017-08-30 - 웨이백 머신 인포시크
14. ↑  “아야세 하루카 & 나가사와 마사미, 고레에다 작품으로 첫 공동 출연 『바닷마을 diary』 실사화”. 《ORICON STYLE》 (주식회사oricon ME). 2014년 6월 23일. 2017년 3월 5일에 확인함.
15. ↑  “코다 모모코 「히로인 실격」키리타니 미레이 주연으로 영화화 극 중에는 이상한 얼굴 장면도”. 《코믹 나탈리》 (주식회사나타샤). 2015년 1월 26일. 2017년 2월 3일에 확인함.
16. ↑  “초호화 캐스팅!  영화 64 총원 15명의 비주얼 공개 사토 코이치, 아야노 고, 에이쿠라 나나, 에이타를”. 시네마투데이. 2015년 12월 2일. 2015년 12월 2일에 확인함.
17. ↑  “miwa와 사카구치 켄타로가 「너와 100번째 사랑」에서 W 주연, 시간을 달리는 러브 스토리”. 《영화나탈리》. 2016년 4월 7일. 2016년 4월 7일에 확인함.
18. ↑  “사카구치 켄타로 영화 「나라타주」 출연 마츠모토 준, 아리무라 카스미와 삼각 관계에”. 《ORICON NEWS》. 2017년 1월 20일. 2017년 1월 20일에 확인함.
19. ↑  “아리무라 카스미 & 사카구치 켄타로 주연 「극장판 그리고, 살다」 9·27 공개”. 《ORICON NEWS》. 2019년 9월 2일에 확인함.
20. ↑  “사카구치 켄타로 × 나가노 메이 「가면 병동」 내년 3월 공개 결정 누계 발행 부수  85만부의 미스터리 소설을 영화화”. 《Real Sound》 (주식회사blueprint). 2019년 9월 20일. 2019년 9월 20일에 확인함.
21. ↑  “극장판 시그널 장기 미제 사건 수사반”. 《『극장판 시그널 장기 미제 사건 수사반』공식 사이트》. 『극장판 시그널』제작위원회. 2021년 3월 25일에 원본 문서에서 보존된 문서. 2021년 3월 18일에 확인함.
22. ↑  “코마츠 나나 × 사카구치 켄타로「여명 10년」에 주연! 난치병을 안고있는 여성 “지난 10년”을 비춘 특보 완성”. 《영화.com》 (영화.닷컴). 2021년 9월 22일. 2021년 9월 22일에 확인함.
23. ↑  “쿠로키 하루, 인기 코믹 「중쇄를 찍자!」 연속 드라마 주연! 공연에 오다기리 죠, 사카구치 켄타로”. 크랭크인!. 2016년 2월 3일. 2016년 2월 3일에 확인함.
24. ↑  “『아빠 언니』 히로인 아버지에 니시지마 히데토시 추가 캐스트 15명 발표”. ORICON. 2015년 11월 6일. 2015년 11월 8일에 원본 문서에서 보존된 문서. 2015년 11월 6일에 확인함.
25. ↑  “니카이도 후미, 신입 교사 역으로 드라마 첫 주연!  사카구치 켄타로 & 아베 사다오 등의 공연 「갓파 선생님」”. 《cinemacafe.net》. 2016년 9월 7일. 2016년 9월 7일에 확인함.
26. ↑  “사카구치 켄타로, 시바사키 코우와 첫 공동 출연에 “첫사랑”에 「지금부터 아주 즐거움」”. 《ORICON NEWS》 (oricon ME). 2020년 8월 10일. 2020년 8월 10일에 확인함.
27. ↑  “사카구치 켄타로, 히로세 스즈와 희미한 사랑을 펼치는 파일럿 역 너무 눈부신 투샷 해금”. 《ORICON NEWS》. 2020년 12월 18일에 확인함.
28. ↑  “「시그널 장기 미제 사건 수사반」 공식 사이트 토픽”. 2021년 1월 16일에 원본 문서에서 보존된 문서. 2021년 10월 5일에 확인함.
29. ↑  “연속 TV 소설 「어서와 모네」새로운 출연자  발표 《모네가 도메에서 만나는 사람들》편”. 《NHK드라마》. 일본방송협회. 2020년 9월 14일. 2020년 9월 24일에 원본 문서에서 보존된 문서. 2020년 9월 14일에 확인함.
30. ↑  “어서와 모네 : 나츠키 마리가 「카네이션」이래 10년 만 아침 드라마 니시지마 히데토시와 사카구치 켄타로 등 출연”. 《MANTANWEB》 (주식회사MANTAN). 2020년 9월 14일. 2020년 9월 14일에 확인함.
31. ↑  “세이노 나나, 화10 시간대 첫 주연 & 사카구치 켄타로와 “위장 결혼” 「혼인 신고서에 도장을 찍었을 뿐인데」 실사화”. 《ORICON NEWS》. 2021년 8월 17일에 확인함.
32. ↑  “세이노 나나 × 사카구치 켄타로 「혼인 신고서에 도장을 찍었을 뿐인데」키 비주얼 해금 10.19 시작”. 《크랭크인!》. 브로드 미디어 주식회사. 2021년 9월 15일. 2021년 9월 15일에 확인함.
33. ↑  ““소금얼굴 남자”사카구치 켄타로, 아침 드라마의 다음은 첫 무대! 미츠시마 히카리 연인 역”. 산케이스포츠. 2016년 4월 4일. 2016년 4월 4일에 확인함.
34. ↑  “미츠시마 히카리, 사카구치 켄타로, 미츠시마 신노스케 등 공연 「마음에 드시는대로」 올 여름 개최”. 스테이지나탈리. 2019년 2월 15일. 2019년 9월 22일에 확인함.
35. ↑  “스튜디오 포노크 단편 「작은 영웅」에 기무라 후미노, 스즈키 리오, 사카구치 켄타로 등 출연”. 《영화나탈리》. 2018년 6월 18일. 2018년 6월 18일에 확인함.
36. ↑  “『레이튼 교수』신작의 주인공은 “레이튼의 딸” 성우는 아리무라 카스미”. 《ORICON STYLE》. 2016년 7월 27일. 2016년 7월 28일에 확인함.
37. ↑  “miwa × 하지→ MV는 사카구치 켄타로, 타카다 리호, 무로 츠요시 출연의 드라마 완성”. 음악 나탈리. 2015년 8월 15일. 2015년 8월 24일에 확인함.
38. ↑  “사카구치 켄타로가 가성 첫 피로! miwa × 사카구치 켄타로 밴드 = The STROBOSCORP, 삽입곡 「아이오쿠리」 MV 공개”. M-ON! Press. 2017년 1월 11일. 2017년 1월 16일에 원본 문서에서 보존된 문서. 2017년 1월 15일에 확인함.
39. ↑  “miwa, 사카구치 켄타로 등에 의한 극 중 밴드의 번호도! 영화 「너와 100번째 사랑」 사운드 트랙 발매 결정”. M-ON! Press. 2016년 12월 11일. 2017년 1월 16일에 원본 문서에서 보존된 문서. 2017년 1월 15일에 확인함.
40. ↑  Savon 공식 사이트
41. ↑  “키키 키린, 사토 코이치, 마츠자카 토리 등 올해도 호화 수상자가 참석할 예정! 「오사카 시네마 페스티벌 2016」 베스트 텐 및 개인 상을 수여!”. 피아 간사이판WEB. 2016년 2월 1일. 2016년 2월 3일에 확인함.
42. ↑  “일본 아카데미상 우수상 발표 「분노」가 최다 수상”. 오리콘. 2017년 1월 16일. 2017년 1월 16일에 확인함.
43. ↑  “엘란도르상 역대 수상자 목록”. 일반 사단 법인 일본 영화 텔레비전 프로듀서 협회. 2017년 1월 19일. 2018년 1월 25일에 원본 문서에서 보존된 문서. 2017년 1월 19일에 확인함.
44. ↑  “나가사와 마사미, 나카죠 아야미, 사카구치 켄타로, 가와세 나오미가 엘르 시네마 대상으로 내년의 포부 이야기”. 영화 나탈리. 2017년 12월 12일. 2017년 12월 12일에 확인함.